# Cesar Raphael
| Nome          | Cesar Raphael                                    |
| ------------- | ------------------------------------------------ |
| Nascimento    | 23 de Janeiro de 1986                            |
| Nacionalidade | Brasileiro                                       |
| Ocupação      | Diretor, ator, produtor, roteirista e coreógrafo |
| Atividade     | 2006 - presente                                  |

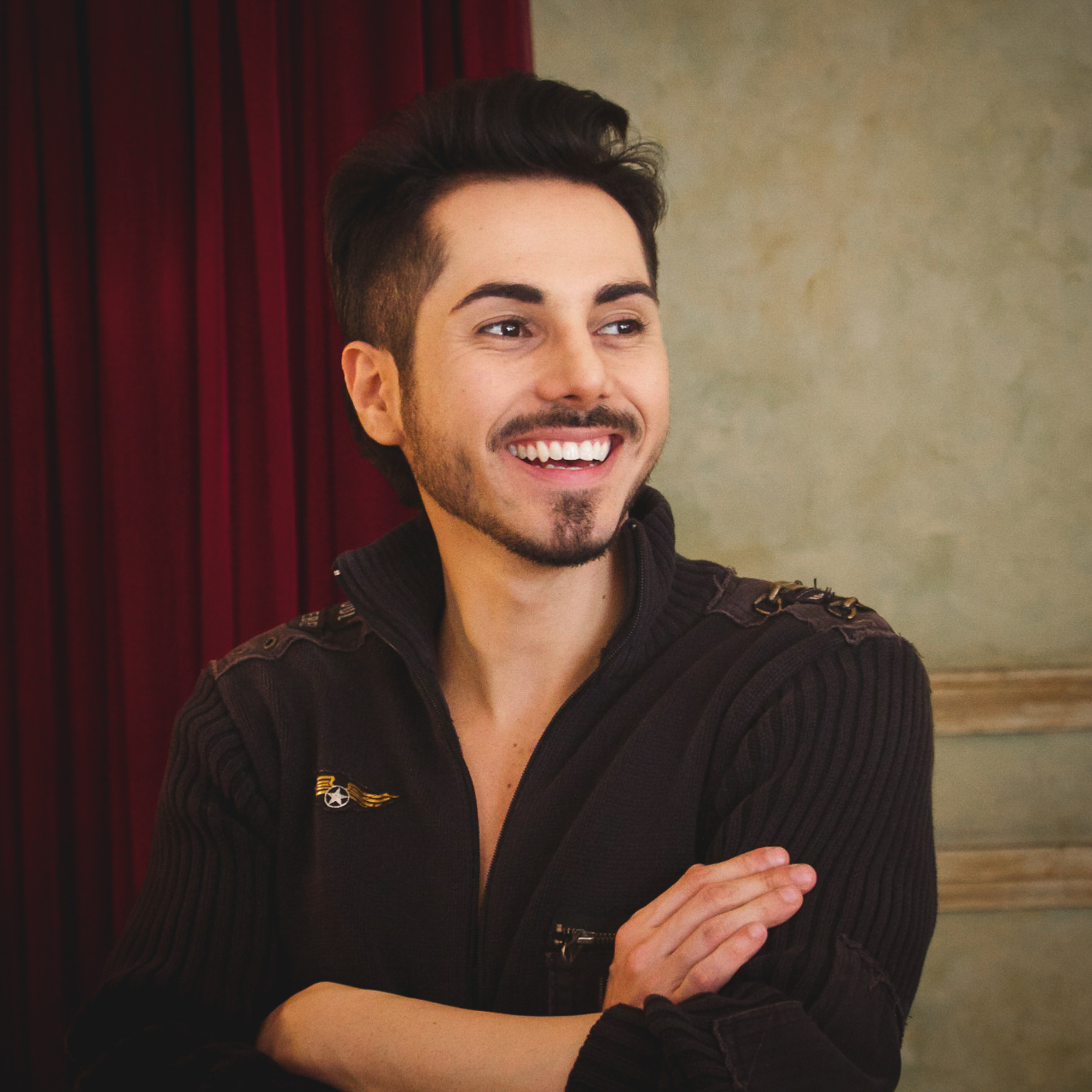

Cesar Raphael  (23 de janeiro de 1986) é um diretor, ator, produtor, roteirista e coreógrafo brasileiro. Além de sócio fundador e diretor da produtora Lumiart, empresa de cinema e publicidade com sede no Brasil e Los Angeles. 
Cesar conquistou 16 premiações internacionais, a maioria com seu curta metragem "Pedaço de Papel", o que o levou a ser representado por um empresário em Los Angeles e a passar uma temporada de 6 anos em Hollywood. A FORBES Brasil o elegeu como um dos 30 under 30 (uma das 30 pessoas mais proeminentes do pais abaixo de 30 anos). Em Los Angeles, nos Estados Unidos, Cesar foi mentorado pelo ganhador do Oscar Bobby Moresco e estudou interpretação em instituições como a "New York Film Academy” e o “Lee Strasberg Institute”. 
Atualmente está dirigindo seu primeiro longa-metragem intitulado “Uma Canção para Victoria” e as filmagens tiveram início em Belo Horizonte, no Brasil; sua cidade natal. 
Além dos trabalhos no cinema, Cesar já dirigiu videoclipes, documentários, vídeos publicitários e de dança; muitos deles para seu irmão, o dançarino Ricardo Walker; que se tornaram virais e geraram mais de 30 milhões de visualizações no YouTube. 
Cesar Raphael tem uma filha de 03 anos (Lily Rose) com a modelo sueca Nicole Olmedo.
- Melhor cinematografia no Los Angeles Music Video Festival - 2022 - California - EUA
- Melhor Diretor no "The Indie", festival de cinema independente  - 2011 - San Diego - California - EUA1
- Melhor Curta Metragem no "The Indie", festival de cinema independente - 2011 - San Diego - California - EUA
- Melhor Curta eleito pelo grande Júri - Gasparilla International Film Festival - 2010 - Tampa - Flórida - EUA
- Melhor Diretor no Los Angeles Reel Film Festival - Califórnia – EUA - 2009
- Segundo Melhor Curta no Los Angeles Reel Film Festival - Califórnia – EUA - 2009
- Melhor Filme eleito pelo júri popular no Cinema Mundo – III Festival Internacional de Cinema de Itu[3] – SP - 2009
- Prêmio de Mérito no Accolade Competition - Califórnia- EUA - 2009

Assim como em Pedaço de Papel, Cesar Raphael também escreveu, dirigiu e atuou em seu primeiro curta-metragem, O Jogo, em 2006. O filme foi escolhido o Melhor Filme no "5 º Festival Estudantil de Cinema de Guaíba" no Estado do Rio Grande do Sul. O curta também esteve entre os dez filmes mais votados no "Festival Brasileiro de Cinema Universitário", no Rio de Janeiro, e recebeu menção honrosa no 10 º "Cinema, Vídeo e Dcine" em Curitiba, Brasil.
Como ator, Cesar atuou em quatro curtas-metragens, um longa-metragem e estudou com os atores brasileiros Myrian Reys e Carlos Magno Ribeiro.